# Tars Tarkas
Tars Tarkas é um personagem fictício da série Barsoom, de Edgar Rice Burroughs. Tarkas é uma marciano da raça Tharks.
Em 2012 foi interpretado por Willem Dafoe no filme da Disney "John Carter". Devido a estatura do personagem (mais de dois metros), o ator teve que aprender a andar com perna de pau.